# Allograpta lucifera
Allograpta lucifera är en tvåvingeart som först beskrevs av Hull 1943.  Allograpta lucifera ingår i släktet Allograpta och familjen blomflugor.
Artens utbredningsområde är Ecuador. Inga underarter finns listade i Catalogue of Life.